# Bernardin Mungul Diaka
Bernardin Mungul Diaka (12 de novembro de 1933 - 3 de junho de 1999) foi primeiro-ministro do Zaire de 1 de novembro de 1991 a 25 de novembro de 1991. Foi nomeado por Mobutu Sese Seko e era considerado um moderado.  Ele foi também governador de Kinshasa entre 1992 a 1996.